# Big Generator
Big Generator je dvanácté studiové album britské progresivní rockové skupiny Yes. Jeho nahrávání probíhalo v různých studiích od roku 1985 do počátku roku 1987. Album pak vyšlo v září 1987 u vydavatelství Atco Records. V žebříčku Billboard 200 se album umístilo na 15. příčce.

## Seznam skladeb
| Pořadí         | Název                                     | Délka |
| -------------- | ----------------------------------------- | ----- |
| 1.             | Rhythm of Love                            | 4:47  |
| 2.             | Big Generator                             | 4:33  |
| 3.             | Shoot High, Aim Low                       | 7:01  |
| 4.             | Almost Like Love                          | 4:58  |
| 5.             | Love Will Find a Way                      | 4:50  |
| 6.             | Final Eyes                                | 6:25  |
| 7.             | I'm Running                               | 7:37  |
| 8.             | Holy Lamb (Song for Harmonic Convergence) | 3:19  |
| Celková délka: | Celková délka:                            | 43:38 |

## Obsazení
Yes
- Jon Anderson – zpěv, doprovodný zpěv
- Trevor Rabin – zpěv, doprovodný zpěv, akustická kytara, elektrická kytara, klávesy, aranže
- Tony Kaye – klávesy, klavír, varhany, syntezátory
- Chris Squire – baskytara, doprovodný zpěv
- Alan White – bicí, perkuse

Další hudebníci
- James Zavala – horny, harmonika
- Lee R. Thornburg – horny
- Nick Lane – horny
- Greg Smith – horny
- Kim Bullard – programované klávesy